# Гарбузовий пиріг

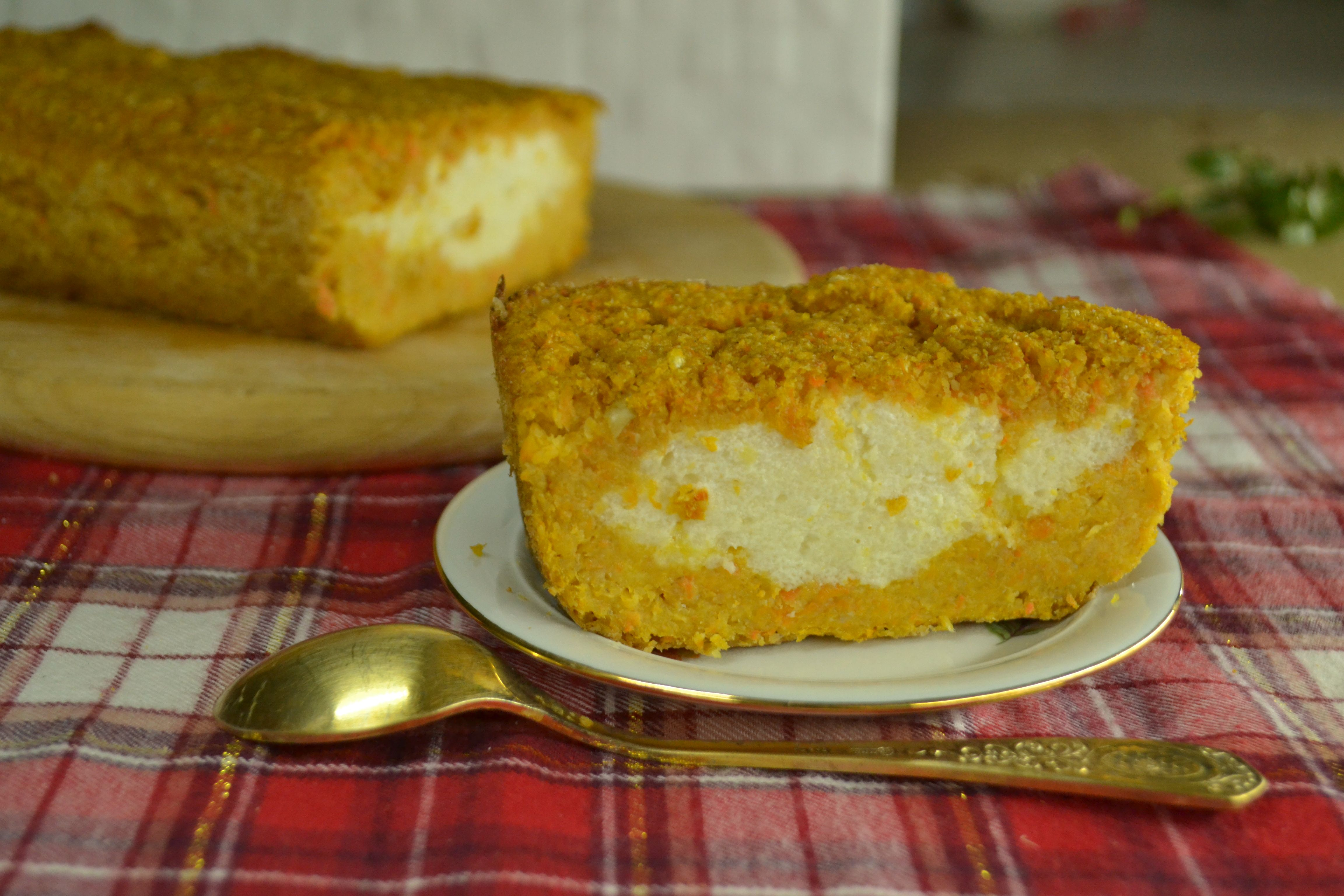
Гарбузово-сирний пиріг

Гарбузо́вий пирі́г (англ. pumpkin pie) — традиційний десерт американської кухні, відкритий пиріг з начинкою з гарбуза. Його печуть, як правило, після закінчення збору врожаю, в кінці осені — на початку зими. Гарбузовим пирогом часто пригощають на Гелловін, День подяки та Різдво.
Тісто для гарбузового пирога готується з борошна, вершкового масла і води з додаванням солі. Для начинки змішується гарбузовий мус, яйце, молоко або вершки і Пудингову маса, а типовий насичений смак досягається за рахунок додавання кориці, імбиру та мускатного горіха. У форму для випічки викладається розкачане тісто, потім гарбузова начинка. У правильно приготовленого гарбузового пирога начинка тверда, але без скоринки. Охолоджений гарбузовий пиріг подається зазвичай зі збитими вершками.
У результаті дослідів з пошуку ароматів, які приводять чоловіків у любовний настрій, проведених в 1995 році в Дослідницькому центрі смаку і запаху (Чикаго) під керівництвом Алана Хірша з використанням плетизмографу для пеніса (прилад заміряв інтенсивність кров'яного потоку в ерогенній зоні) дослідники встановили, що найбільш збуджуючим ароматом для чоловіків є запах гарбузового пирога (на другому місці ароматів — запах пончиків з локрицею).